# نزاع بحر إيجة

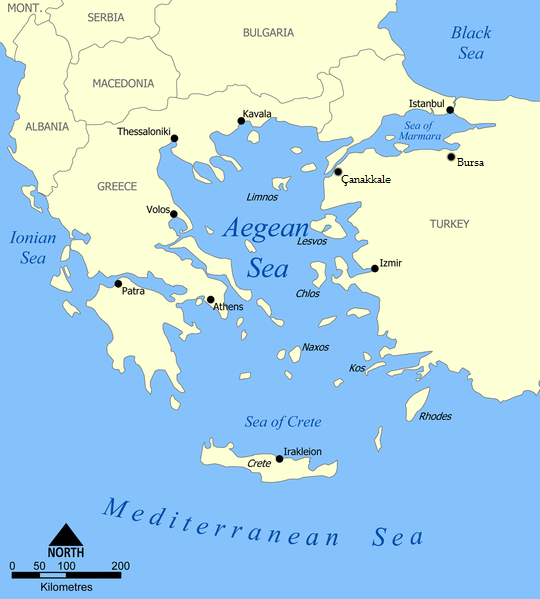
خارطة بحر ايجة

نزاع بحر إيجة هو مجموعة من الخلافات المترابطة بين اليونان وتركيا على السيادة والحقوق المتصلة بمنطقة بحر إيجة. أثرت تلك الصراعات بصورة قوية على العلاقات التركية اليونانية منذ سبعينيات القرن العشرين، وأدت مرتين إلى أزمات اقتربت من اندلاع القتال العسكري عام 1987 وبدايات عام 1996. تنقسم القضايا في بحر إيجة إلى عدة فئات:
- ترسيم المياه الإقليمية.
- ترسيم المجال الجوي الوطني.
- ترسيم المناطق الاقتصادية الحصرية واستخدام الرف القاري.
- دور مناطق معلومات الطيران من أجل السيطرة على نشاط الطيران العسكري.
- مسألة وضع الجزر اليونانية منزوعة السلاح في المنطقة.

الادعاءات التركية بمناطق رمادية لسيادة غير مقررة على عدد من الجزر الصغيرة، وبصورة خاصة جزيرة إيميا/كارداك.
يُعد التفسير المختلف للقانون البحري إحدى وجوه النزاع؛ لم تشترك تركيا في الاتفاقية حول الرف القاري ولا اتفاقية الأمم المتحدة حول القانون والبحر التي حلت محلها، والتي اشتركت اليونان بكليهما، لذلك لا تعترف تركيا برف قاري قانوني وبمنطقة اقتصادية حصرية حول الجزر اليونانية.
بين عام 1998 وبدايات العقد الثاني من القرن الواحد والعشرين، اقتربت الدولتان من التغلب على التوترات من خلال سلسلة من الطرق الدبلوماسية، لا سيما برؤية لتسهيل انضمام تركيا إلى الاتحاد الأوروبي. ومع ذلك، بقيت الخلافات حول الطرق الدبلوماسية المناسبة من أجل حل حقيقي دون حل، وبقي التوتر موجودًا حتى عام 2021.

## مناطق النفوذ البحرية والجوية
تتناول العديد من قضايا بحر إيجة ترسيم حدود مناطق نفوذ البلدين في الجو والبحر حول أراضي كل منهما. تنبع خطورة هذه القضايا من الخصوصية الجغرافية لبحر إيجة وأراضيه. في حين أن سواحل البر الرئيسي لليونان وتركيا المتاخمة لبحر إيجة على كلا الجانبين تمثل حصصًا متساوية تقريبًا من إجمالي ساحل بحر إيجة، فإن عدد كبيرًا من جزر بحر إيجة ينتمي إلى اليونان. على وجه الخصوص، هناك سلسلة من الجزر اليونانية التي تصطف على طول الساحل الغربي التركي (لسبوس وخيوس وساموس وجزر دوديكانيسيا)، وبعضها قريبة جدًا من البر الرئيسي. يمنع وجود هذه الجزر تركيا من توسيع أي منطقة من مناطق نفوذها إلى ما بعد بضعة أميال بحرية قبالة سواحلها. نظرًا لأن اتساع مناطق النفوذ البحرية والجوية، مثل المياه الإقليمية والمجال الجوي الوطني، يُقاس من أقرب إقليم للدولة المعنية، بما في ذلك جزرها، فإن أي امتداد محتمل لهذه المناطق سيفيد اليونان بالضرورة أكثر بكثير من تركيا نسبيًا.
وفقًا للتصور الشائع لهذه القضايا في البلدين، تشعر تركيا بالقلق من أن اليونان قد تحاول توسيع مناطق نفوذها إلى درجة تجعل بحر إيجة فعليًا بحيرةً يونانية. على العكس من ذلك، تشعر اليونان بالقلق من أن تركيا قد تحاول احتلال نصف بحر إيجة، أي إقامة مناطق نفوذ تركية باتجاه وسط بحر إيجة، وراء سلسلة الجزر اليونانية البعيدة، وتحويلها إلى نوع من المستحاطة المحاطة بالمياه التركية، وبالتالي عزل تلك الجزر عن وطنهم الأم.

### المياه الإقليمية
تمنح المياه الإقليمية للدولة الساحلية سيطرةً كاملة على الملاحة الجوية في المجال الجوي أعلاها، والسيطرة الجزئية على الشحن، على الرغم من أن السفن الأجنبية (المدنية والعسكرية على حد سواء) تضمن مرورًا سليمًا عبرها. زاد العرض القياسي للمياه الإقليمية التي يحق للبلدان الحصول عليها بشكل مطرد خلال القرن العشرين؛ من 3 أميال بحرية (5.6 كيلومتر) في بداية القرن، إلى 6 أميال بحرية (11 كيلومتر)، وحاليًا 12 ميلًا بحريًا (22 كيلومتر). حُفظت القيمة الحالية في قانون المعاهدات من قبل اتفاقية الأمم المتحدة لقانون البحار لعام 1982 (المادة 3). في بحر إيجة، ما تزال المياه الإقليمية التي يطالب بها الجانبان على بعد 6 أميال. أثارت إمكانية التمديد إلى 12 ميلًا مخاوف تركية بشأن زيادة محتملة غير متناسبة في المساحة التي تسيطر عليها اليونان. رفضت تركيا أن تصبح عضوًا في الاتفاقية ولا تعتبر نفسها ملزمة بها. تعتبر تركيا الاتفاقية بمثابة أمر بين الآخرين لا يضر ولا ينفع الآخرين (بالأصل باللاتينية inter alios acta)، أي معاهدة يمكن أن تكون ملزمة فقط للأطراف الموقعة وليس للآخرين. صرحت اليونان، وهي طرف في الاتفاقية، بأنها تحتفظ بالحق في تطبيق هذه القاعدة وتمديد مياهها إلى 12 ميلًا في وقت ما في المستقبل في بحر إيجة (لقد طبقت ذلك بالفعل في البحر الأيوني باتجاه الغرب). تعتقد اليونان أن قاعدة الإثني عشر ميلًا ليست فقط قانون المعاهدات ولكن أيضًا قانون العرف، وفقًا لتوافق الآراء الواسع بين المجتمع الدولي. في مقابل ذلك، تجادل تركيا بأن الخصائص الجغرافية الخاصة لبحر إيجة تجعل تطبيقًا صارمًا لقاعدة 12 ميلًا في هذه الحالة غير مشروع من وجهة نظر العدالة. طبقت تركيا نفسها حد 12 ميلًا العرفي على سواحلها خارج بحر إيجة.
كانت التوترات حول مسألة الإثني عشر ميلًا أعلى بين البلدين في أوائل تسعينيات القرن العشرين، عندما كان قانون البحار على وشك أن يدخل حيز التنفيذ. في 8 يونيو 1995، أعلن البرلمان التركي رسميًا أن الإجراء الأحادي من جانب اليونان سيشكل ذريعةً للحرب. أدانت اليونان هذا الإعلان باعتباره انتهاكًا لميثاق الأمم المتحدة، الذي يحظر التهديد باستخدام القوة أو استخدامها ضد السلامة الإقليمية أو الاستقلال السياسي لأي دولة.

### المجال الجوي الوطني
يُعرَّف المجال الجوي الوطني عادةً بأنه المجال الجوي الذي يغطي الأراضي البرية للدولة والمياه الإقليمية المجاورة لها. يمنح المجال الجوي الوطني للدولة ذات السيادة درجةً كبيرة من السيطرة على الحركة الجوية الأجنبية. بينما يُسمح عادة للطيران المدني بالمرور بموجب المعاهدات الدولية، إلا أن الطائرات العسكرية الأجنبية وطائرات الدولة الأخرى (على عكس السفن العسكرية في المياه الإقليمية) لا يحق لها المرور بحرية عبر المجال الجوي الوطني لدولة أخرى. إن تحديد المجال الجوي الوطني الذي تطالب به اليونان فريد من نوعه، لأنه لا يتطابق مع حدود المياه الإقليمية. تطالب اليونان بعشر أميال بحرية (19 كيلومتر) من المجال الجوي، مقابل 6 أميال حاليًا من المياه الإقليمية. منذ عام 1974، رفضت تركيا الاعتراف بصلاحية الحزام الجوي الخارجي البالغ طوله 4 أميال والذي يمتد إلى ما وراء المياه الإقليمية اليونانية. تستشهد تركيا بالقوانين الأساسية لمنظمة الطيران المدني الدولي لعام 1948، باعتبارها تحتوي على تعريف ملزم بأن كلا المنطقتين يجب أن تتطابق. في مقابل ذلك، تقول اليونان:
- يسبق مطالبتها البالغة 10 أميال بحرية (19 كم) قانون منظمة الطيران المدني الدولي، الذي حُدد عام 1931، واعترف به جميع جيرانها، بما في ذلك تركيا، قبل وبعد عام 1948، وبالتالي يشكل حقًا ثابتًا؛[5]
- يمكن أيضًا تفسير مطالبتها البالغة 10 أميال على أنها مجرد استخدام جزئي وانتقائي للحقوق الأوسع نطاقًا التي يضمنها قانون البحار، أي الحق في منطقة 12 ميلًا في الجو والماء؛
- حُددت المياه الإقليمية اليونانية على حدود 6 أميال فقط بسبب ذريعة الحرب التركية.

أدى الصراع على أنشطة الطيران العسكرية إلى ممارسة الاستفزازات العسكرية التكتيكية المستمرة، إذ كانت الطائرات التركية تحلق في المنطقة الخارجية التي يبلغ طولها 4 أميال من المجال الجوي الخلافي وتعترضها الطائرات اليونانية. غالبًا ما تؤدي هذه المواجهات إلى ما يسمى «معارك الكلاب»، وهي مناورات طيران خطيرة انتهت مرارًا وتكرارًا بسقوط ضحايا من كلا الجانبين. في إحدى الحالات عام 1996، زُعم أن طائرة تركية أسقطتها طائرة يونانية بطريق الخطأ.